# Église des Sacrés-Cœurs de Valparaiso

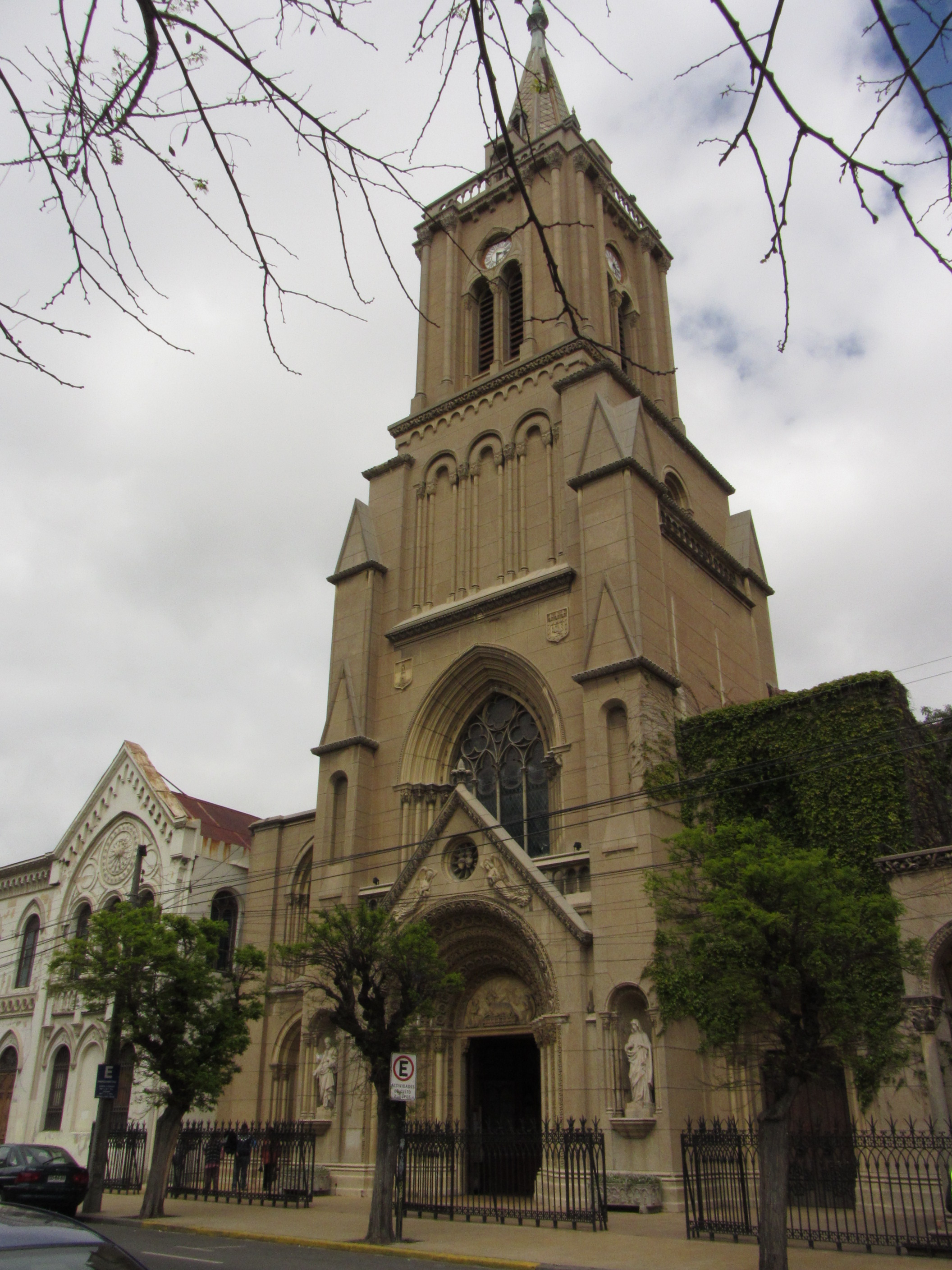
Façade et clocher.

L'église des Sacrés-Cœurs (iglesia de los Sagrados Corazones) est une église catholique du Chili située à Valparaiso, calle Independencia, dans le quartier d'El Almendra. Elle appartient à la Congrégation des Sacrés-Cœurs de Jésus et de Marie et dessert le collège des Sacrés-Cœurs administré par cette congrégation, depuis 1874. L'église a été déclarée Monument national du Chili, comme monument historique, selon le décret du 20 mai 2003, en même temps que l'église des Douze-Apôtres de Valparaiso.

## Histoire

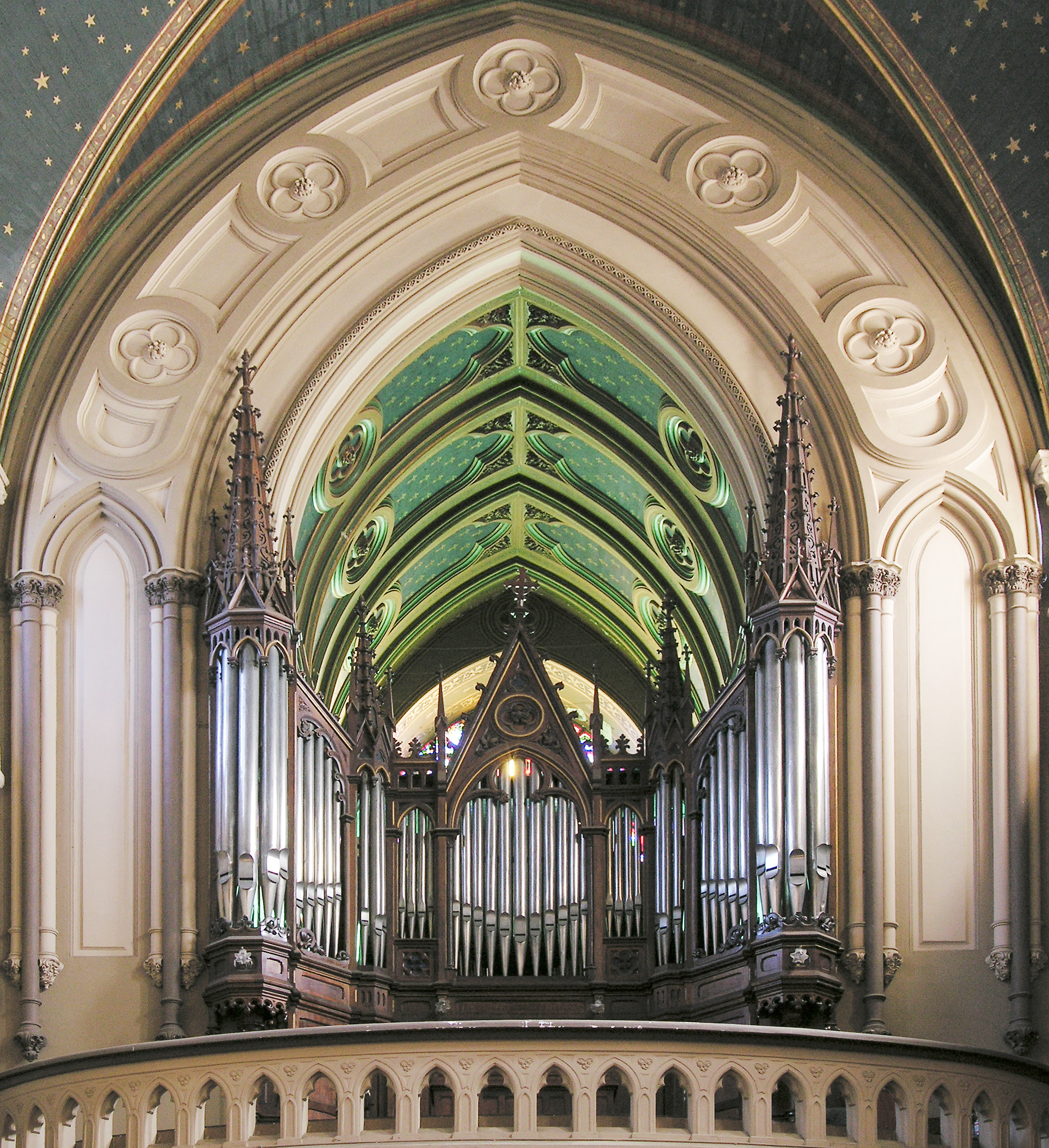
Orgue de tribune

C'est le 13 mai 1834, qu'accoste à Valparaíso le navire Sylphide provenant de Bordeaux, avec un groupe de quatre religieux de la Congrégation des Sacrés-Cœurs de  Jésus et de Marie à destination des Îles Gambier, en Polynésie française. Les religieux restent quelque temps à Valparaíso, sous la houlette du Père Jean-Chrysostome Liazú, qu'ils laissent à Valparaíso pour former la première communauté de cette congrégation dans un port d'Amérique du Sud,,  avec trois prêtres, deux frères et un laïc en 1835.
En 1837, le Père Liazú reçoit des mains du cabildo de la cité l'autorisation d'établir un collège, qui est ainsi le premier collège privé à ouvrir depuis l'indépendance du Chili, sous le nom de Colegio de los Sagrados Corazones, en 1840, avec la construction d'une chapelle sur un terrain de la calle Independencia. La première rentrée compte vingt-cinq élèves.
À la fin des années 1860, le père Oliver commande la construction d'une nouvelle église, dessinée par les architectes Lucien Hénault et Arturo Mecking, et terminée par l'architecte Juan Eduardo Fehrman entre 1870 et 1872. La première pierre est bénie le 3 mai 1868, et l'église, le 6 février 1874.
Le tremblement de terre de 2010 provoque de graves dommages, et l'église doit fermer pour restauration pendant un an,. Les coûts de réparation (240 millions de pesos) sont endossés à parts égales par la congrégation et par le programme de soutien à la reconstruction du patrimoine national, et du Consejo Nacional de la Cultura y las Artes.

## Description

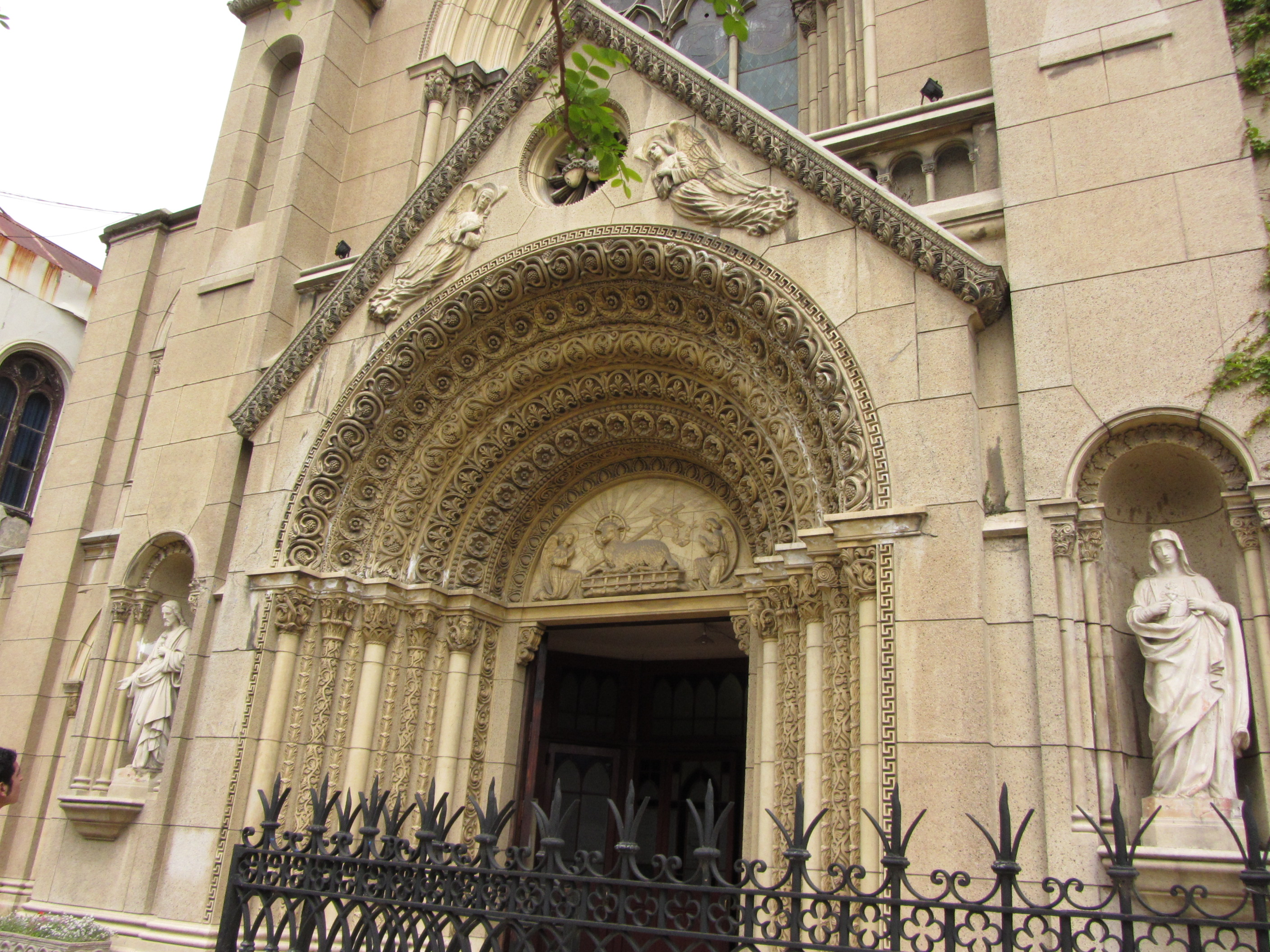
Portail néoroman avec l'agneau pascal.

Située calle Independencia, entre les rues Freire et Rodríguez, elle forme un ensemble homogène avec le collège, qui occupe tout le carré. Sa façade présente des éléments néoromans et néo-gothiques, alors que le style gothique prédomine à l'intérieur.
On remarque à l'intérieur une image sculptée dénommée Cristo Tradicional, qui fut taillée par un artisan équatorien, en séjour à Valparaíso pour rendre visite à son fils qui appartenait à la congrégation.